# TES (tampon)
Le TES, ou acide N-[tris(hydroxyméthyl)méthyl]-2-aminoéthanesulfonique, est un composé chimique faisant partie des tampons de Good. Avec un pKa de 7,5 à 20 °C, il peut être utilisé pour des applications en biochimie, d'autant qu'il complexe peu Mg2+, Ca2+, et Mn2+.